# Абдрахманов, Каримжан Балтабаевич
Каримжа́н Балтаба́евич Абдрахма́нов (9 мая 1964 г., с. Красная звезда, Казахская ССР, СССР) — советский боксёр, выступавший в первой наилегчайшей весовой категории. С 1984 по 1991 годы — член сборной СССР. Бронзовый призёр чемпионата Европы 1985 года, серебряный призёр Игр Доброй воли 1986 года, серебряный призёр международного турнира «Дружба-84», двукратный чемпион СССР (1984, 1990) в весовой категории до 48 кг в любительских соревнованиях. Мастер спорта СССР международного класса, заслуженный тренер Республики Казахстан. После завершения карьеры работает тренером по боксу. Судья международной категории АИБА.

## Биография
Каримжан Абдрахманов родился 11 мая 1964 года в селе Красная Звезда, Жамбылская область. Начал заниматься боксом в 6 классе, после того, как на встречу со школьниками приехал известный боксёр Серик Конакбаев. Тренировался под руководством заслуженного казахского тренера Юрия Андреевича Цхая.
Первого серьёзного успеха на ринге добился в 1982 году, когда в минимальном весе одержал победу на международном турнире в чехословацком городе Усти-над-Лабем. Год спустя дебютировал на взрослом первенстве СССР и сразу же пробился в полуфинал, а ещё через год впервые завоевал титул чемпиона Советского Союза.
Поскольку страна бойкотировала летние Олимпийские игры 1984 года в Лос-Анджелесе, Абдрахманов вместо Олимпиады поехал на крупный международный турнир «Дружба-84», где дошёл до финала и получил серебряную медаль. В 1985 году принимал участие в матчевой встрече СССР — США, кроме того, завоевал бронзовую медаль на чемпионате Европы в Будапеште, уступив на стадии полуфиналов немцу Рене Брайтбарту, и удостоился бронзы на Кубке мира в Сеуле. В 1986 году стал вице-чемпионом Игр доброй воли в Москве, в решающем матче не смог победить соотечественника Ншана Мунчяна.
В 1990 году Абдрахманов во второй раз выиграл золото национального первенства, однако вскоре принял решение покинуть сборную. В том же году провёл один бой на профессиональном уровне, в шестираундовом матче по очкам проиграл россиянину Александру Махмутову, после чего окончательно завершил спортивную карьеру. Работал тренером по боксу в Алматинской школе-интернате для одарённых детей-спортсменов, ныне тренирует в республиканском государственном учреждении «Республиканская специализированная школа-интернат-колледж олимпийского резерва» города Алматы в микрорайоне «Шанырак» комитета по делам спорта и физической культуры Министерства культуры и спорта Республики Казахстан; является судьёй международной категории.

## Любительская карьера
Уже в юном возрасте Абдрахманов доказал свою перспективность, завоевав в 1980 году бронзовую награду чемпионата СССР среди юниоров, а в 1982 году впервые отпраздновав победу на международной арене. В рамках турнира «Дружба» в чехословацком Усти-над-Лабем выступавший в весовой категории до 48 кг. Каримжан выиграл в полуфинале у венгра Роберта Ишасеги (за явным преимуществом, в первом раунде), а в финале — у румынского боксёра Мариана Ротару (по очкам, 5:0).
В 1983 году девятнадцатилетний Абдрахманов в составе команды Казахстана дебютировал во взрослом чемпионате СССР. По ходу турнира он победил по очкам Расулова из Узбекистана и украинца Михаила Сурженко, но в полуфинале также по очкам уступил Артуру Димаксяну (Армения), завоевав бронзовую награду первенства.
Уже в следующем сезоне Каримжан стал чемпионом СССР. На пути к золотой медали национального первенства в конце февраля - начале марта 1984 года он прошёл Анатолия Филиппова, взял реванш у Артура Димаксяна, а в финале победил по очкам Ншана Мунчяна. В апреле Абдрахманов принял участие в Кубке Короля в Бангкоке, однако в первом же бою уступил по очкам местному боксёру Майедорору Вансурадею. В августе на проходившем на Кубе турнире «Дружба-84», на котором выступали спортсмены из социалистических стран, бойкотировавших Олимпийские игры в Лос-Анджелесе, Каримжан занял второе место. В четвертьфинале он победил болгарина Христо Бонева (по очкам, 5:0), в полуфинале — поляка Януша Старжика (по очкам, 5:0), а в финале проиграл хозяину турнира Хуану Торресу Оделину (по очкам, 2:3).
В 1985 году Абдрахманов пропустил национальное первенство, но при этом активно выступал на международной арене. В январе он принял участие в матчевой встрече со сборной США в Рино, проиграв свой бой по очкам Джеймсу Харрису. В мае Каримжан стал обладателем бронзовой награды чемпионата Европы в Венгрии. Стартовав на турнире с двух побед над представителем Финляндии Вели-Матти Вялимяки (за явным преимуществом, во втором раунде) и над румыном Думитру Шиопу(по очкам, 5:0),  Абдрахманов проиграл в полуфинале немцу Рене Брайтбарту (по очкам, 0:5). В августе советский боксёр неудачно выступил на Спартакиаде военнослужащих стран советского блока, уступив в первом круге Кан Гил Рёну из Пакистана (по очкам, 0:5). Завершал сезон Каримжан участием в Кубке мире в южнокорейском Сеуле, где победил в четвертьфинале Чан Хси Хсиня (Тайвань) (по очкам, 5:0), но проиграл на полуфинальной стадии тайцу Супапу Бунроду (по очкам, 0:5), став обладателем бронзовой награды турнира .
1986 год стал годом последних серьёзных успехов Абдрахманова в международных соревнованиях. Неудачно проведя свой бой в рамках январской матчевой встречи со сборной США в Ленинграде, который он проиграл Хосе Арреоле, Каримжан завоевал бронзовую медаль чемпионата СССР в Алма-Ате. В четвертьфинале турнира Абдрахманов победил по очкам будущего чемпиона мира в профессиональном боксе Юрия Арбачакова, но уступил в полуфинальном поединке, также по очкам, Ншану Мунчяну. В июле Каримжан принял старт на Играх доброй воли в Москве, начав выступления с четвертьфинала. Последовательно победив венесуэльца Одилио Ариаса (по очкам, 5:0) и Дидовжийна Серениана из Монголии (по очкам, 4:1), он вышел в финал, где снова встретился с соотечественником и соперником за место в сборной СССР Мунчяном. Абдрахманов проиграл сопернику (по очкам, 0:5), и, несмотря на отдельные успехи на внутренней арене в последующие годы, окончательно уступил свои позиции в национальной сборной Ншану и Александру Махмутову.
В 1988 году Абдрахманов завоевал бронзовую награду национального первенства в Ташкенте, а два года спустя в Луцке стал двукратным чемпионом СССР, выиграв в финале по очкам у Анатолия Филиппова. В 1990 году Каримжан провёл несколько профессиональных боёв, а в 1991-м выступил на своём последнем чемпионате СССР в Казани, выиграв свою четвёртую "бронзу" национальных чемпионатов .

## Профессиональная карьера
В профессиональном боксе Абдрахманов дебютировал 25 февраля 1990 года в возрасте 26 лет, во втором наилегчайшем весе. Провёл три боя, два из которых прошли на территории СССР, а ещё один - в Южной Корее. В последний раз выходил на профессиональный ринг 21 апреля 1991 года.